# Suzanne Babut
Pour les articles homonymes, voir Babut.
Suzanne Babut, née Planchon le 22 février 1887 à Montpellier et morte le 22 février 1978 à Nîmes, est une résistante française protestante lors de la Seconde Guerre mondiale. Elle reçoit le titre de Juste parmi les nations le 22 juin 1976 pour avoir sauvé des Juifs sous l’Occupation, au péril de sa vie et de façon désintéressée.

## Biographie
Petite-fille du botaniste Jules Émile Planchon, elle appartient à une famille de la haute société protestante montpelliéraine.

Son père, Louis David Planchon (1858-1915) est docteur en médecine, agrégé en 1892 et professeur à l'école de pharmacie. Il est l'auteur d'un Précis de matière médicale, édité en 1904, et réédité jusqu'en 1946.
 
Sa mère, Gabrielle Muller, est la fille d'un professeur d'allemand du lycée de Montpellier au moins depuis 1859 et fervente protestante. Elle lui donne naissance dans cette maison du 5 rue de Nazareth dont Suzanne et sa sœur Yvonne hériteront d'elle.

Les deux sœurs reçoivent de leurs parents une éducation protestante rigoureuse mais pas austère, exigeante mais très ouverte ; la scolarité de Suzanne est excellente, elle est encouragée à faire du théâtre amateur et son père a laissé des écrits qui brosse de lui le portrait d'un homme qui a une vision très moderne de l'éducation - en particulier des filles - et qui « a parfois des accents de féministe avant la lettre » selon Stéphane Sebert-Montels.

Suzanne épouse en 1907 Ernest Babut, fils d'un pasteur de Nîmes, prédicateur renommé, Charles-Édouard Babut. Né en 1875 à Nîmes, Ernest Babut est normalien, condisciple de Péguy, agrégé d'histoire, membre de l'école française de Rome, historien spécialiste des débuts du christianisme en Gaule. Il est d'abord maître de conférences, puis professeur d'histoire du christianisme à l'Université de Montpellier à la faculté des Lettres, enfin diplômé de l'EPHE où son travail sur le priscillianisme « propose une thèse hardie qui va renouveler la recherche sur le sujet pour cent ans ». Avec Suzanne, ils ont quatre enfants, mais seules leurs deux filles, Antoinette et Laure, parviennent à l'âge adulte. Leur fils Bernard meurt en 1909 à l'âge de onze mois et Charles en 1922, à l'âge de huit ans.
 
Ernest Babut est tué au front lors de la Première Guerre mondiale à Bœsinghe (Belgique), sur le canal Ypres-Yser, le 28 février 1916. C'est son père, le pasteur Charles-Edouard Babut, qui prononce le sermon de ses funérailles le 5 mars 1916, au Grand temple de Nîmes.
 
Suzanne reste veuve sa vie durant. Pensionnée de guerre à partir de 1916, elle doit compléter ce petit revenu pour élever ses trois jeunes enfants, en transformant sa maison natale en pension de famille, la pension Babut. Dès la fin des années 1930, elle met en action ses convictions, d'abord en accueillant des réfugiés républicains espagnols.

## La pension Babut
Lorsque la Seconde Guerre mondiale éclate, Suzanne Babut met à profit son réseau de connaissances de la société civile montpelliéraine, en particulier protestante, pour visiter les Juifs emprisonnés. À partir de 1942, elle renonce aux locataires payants, ses clients « ordinaires », pour héberger et nourrir de son mieux - en pleine période de rationnement - des personnes juives, celles qui logent chez elle, mais aussi des juifs réfugiés de Belgique qui se cachent dans des bois près de Montpellier, et cela au nez et à la barbe de la Gestapo, établie dans la Villa des Rosiers toute proche, 3 bis de l'avenue de Castelnau, et de la Milice qui occupait des locaux dans la caserne de Lauwe, juste en face de la maison.
 
Au total, entre 1942 et 1945, Suzanne Babut héberge et cache une cinquantaine de personnes juives, dont les familles Levi Alvares et Radzyner.

Mireille Radzyner, née en 1942 à Montpellier, hébergée avec ses parents à la pension Babut, rapporte : 
Mes parents, juifs polonais, ainsi que ma sœur Alice se sont repliés sur Montpellier en 1941. J'y suis née en 1942. Grâce à M.Ernst nous avons échappé à la Gestapo en allant nous cacher dans la famille Pépin à Marvejols où mon frère Serge est né. Très vite nous avons dû fuir et nous nous sommes retrouvés dans la pension tenue par Mmes Babut et Planchon (protestantes). Il me reste une photo. Cette pension était en face de la caserne de Lauwe (aujourd'hui Lycée d'excellence) qui abritait La Gestapo ! Ces dames nous ont trouvé un logement à la Libération et c'est à ce moment-là que nous les avons quittées.

## Juste parmi les nations

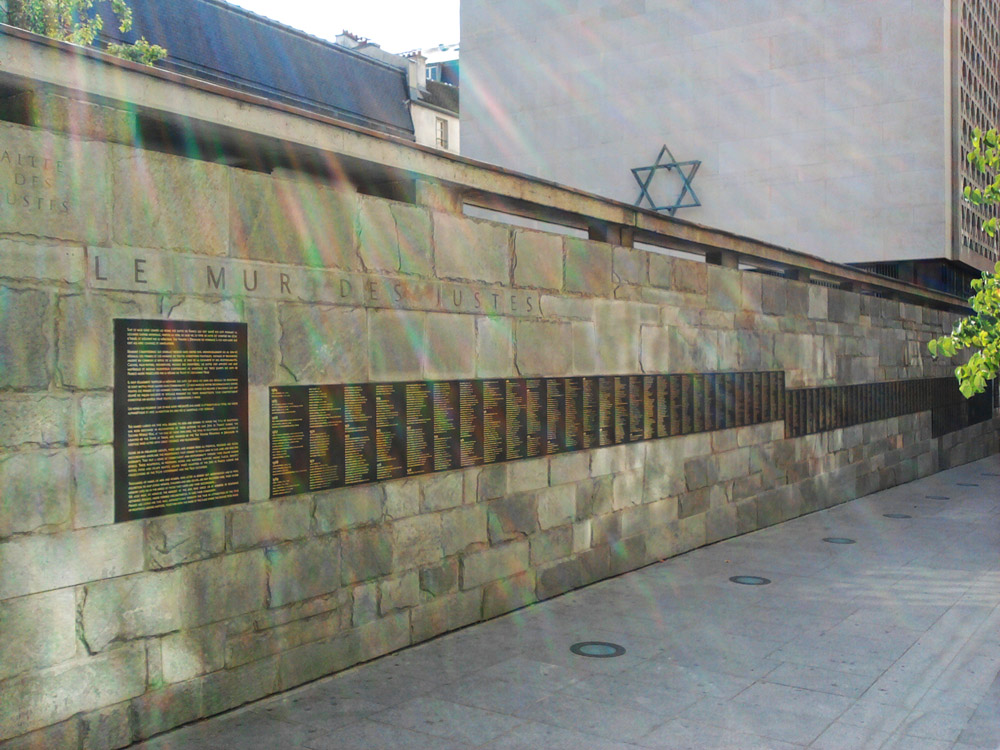
Le mur des Justes à Paris.

Le 22 juin 1976, l'institut Yad Vashem de Jérusalem décerne à Suzanne Babut Planchon le titre de Juste parmi les nations. Il s’agit de la plus haute distinction civile de l’État d’Israël. Son nom apparaît ainsi sur l'Allée des Justes à Jérusalem et l'Allée des Justes à Paris.